# Redmond (Oregon)
Redmond is een plaats (city) in de Amerikaanse staat Oregon, en valt bestuurlijk gezien onder Deschutes County.

## Demografie
Bij de volkstelling in 2000 werd het aantal inwoners vastgesteld op 13.481. In 2006 is het aantal inwoners door het United States Census Bureau geschat op 22.786, een stijging van 9305 (69,0%).

## Geografie
Volgens het United States Census Bureau beslaat de plaats een oppervlakte van 26,5 km², geheel bestaande uit land. Redmond ligt op ongeveer 875 m boven zeeniveau.

## Plaatsen in de nabije omgeving
De onderstaande figuur toont nabijgelegen plaatsen in een straal van 32 km rond Redmond.